# 奧胡爾齊夫卡
49°40′36″N 37°10′14″E / 49.67667°N 37.17056°E
奧胡爾齊夫卡（羅馬化：Ohurtsivka）是位於烏克蘭東部的村莊，由哈爾科夫州庫皮揚斯克區的舍夫琴科韦市镇負責管轄。該村距離赫羅扎1公里，始建於1906年，面積1.31平方公里，海拔高度164米，2001年人口728。